# Rosario de Velasco
Rosario de Velasco Belausteguigoitia (Madrid, 20 de mayo de 1904-Barcelona, 2 de marzo de 1991) fue una pintora figurativa española integrante de la Sociedad de Artistas Ibéricos y próxima a la Nueva objetividad alemana.

## Biografía y obra
Hija de Antonio de Velasco Martin Cuadrillero Bezos, coronel del Ejército español y de Rosario Belausteguigoitia Landaluce, una mujer vasca descendiente de carlistas y de fuertes convicciones religiosas, Rosario de Velasco se manifestó ideológicamente cercana a la Sección Femenina de Falange Española en los inicios de esta. Fue prima de la pintora española Marisa Roësset Velasco. 
Estudió con Fernando Álvarez de Sotomayor, retratista adscrito al regionalismo gallego y director del Museo del Prado en dos momentos, de 1922 a 1931 y de 1939 a 1960, que la introdujo en el estudio de  Tiziano y Velázquez. En 1924 concurrió por primera vez a la Exposición Nacional de Bellas Artes con dos óleos titulados Vieja segoviana y El chico del cacharro, y en 1931 estuvo presente en el primer Salón español de Dibujantas, destacando entre las representadas como digna de mención y estima según el crítico Manuel Abril. En 1932 obtuvo la segunda medalla de pintura en la Exposición Nacional de Bellas Artes con el óleo Adán y Eva (Museo Nacional Centro de Arte Reina Sofía), obra representativa del retorno al clasicismo, o «retorno al orden», experimentado por las vanguardias europeas en el periodo de entreguerras, con la que ese mismo año concurrió a las exposiciones organizadas por la Sociedad de Artistas Ibéricos en Copenhague y Berlín.
Con El baño, presentado en 1931 en el Salón de otoño, participó en 1935 en la exposición que la Librería Internacional de Zaragoza dedicó exclusivamente a jóvenes mujeres artistas y escritoras, con la colaboración de Carmen Conde, Norah Borges, Menchu Gal y Josefina de la Torre, entre otras, y en 1936 presentó a la frustrada Exposición Nacional de ese año Los inocentes o La matanza de los inocentes (Museo de Bellas Artes de Valencia), de un realismo calificado de intimista. En 1934 expuso en Carnegie Institute de Pittsburgh y en 1936 en la Exposición de Arte Español que tuvo lugar en el Musée des Écoles Etrangères Contemporaines de París.
En casa del editor Gustavo Gili conoció al que sería su marido, el médico Javier Farrerons Co, con quien contrajo matrimonio en su casa de Barcelona en 1937. El matrimonio huyó a continuación a Francia, cruzando la frontera a pie para pasar a la zona sublevada, donde nació su única hija, María del Mar, y colaboró con sus dibujos con la revista Vértice. Acabada la guerra civil la familia se estableció definitivamente en Barcelona, iniciando una etapa de intensa actividad pictórica, si bien se mantuvo siempre alejada de las corrientes artísticas y rodeada de buenos amigos como Dionisio Ridruejo, Pere Pruna, Carmen Conde o Eugenio d'Ors, quien dijo de ella que era la Pola Negri —diva del cine mudo— de la pintura.
En 1944 fue seleccionada para el Segundo Salón de los Once, muestra organizada por la Academia Breve de Crítica de Arte impulsada por D´Ors para dar a conocer el arte de la primera posguerra.
En la ilustración de libros, además de la citada colaboración con la revista Vértice, proporcionó las ilustraciones de Cuentos para soñar (1928) y La bella del mal amor (1930) de María Teresa León, y Princesas del martirio de Concha Espina (Gustavo Gili, Barcelona, 1940). Hizo, además, alguna incursión en la pintura mural (en la ermita de Nuestra Señora de las Nieves en Las Machorras, Burgos, durante la Guerra Civil, o en 1942 en la capilla del Colegio Mayor Teresa de Jesús, en el que tras la guerra había sido reconvertida la primitiva Residencia de Señoritas institucionista; ambas obras pictóricas han desaparecido). En 1968 obtuvo el Premio Sant Jordi compartido con Ignasi Mundó por La casa roja, obra característica de la evolución de la pintora, cuyo estilo, ahora de perfiles desdibujados a base de transparencias, se irá apartando del clasicismo sin renunciar nunca a la figuración.
En 2019 fue incluida en la exposición colectiva Dibujantas, pioneras de la Ilustración en el Museo ABC.
Pertenece a la generación de las Sinsombrero, la de las mujeres del 27.

## Exposiciones

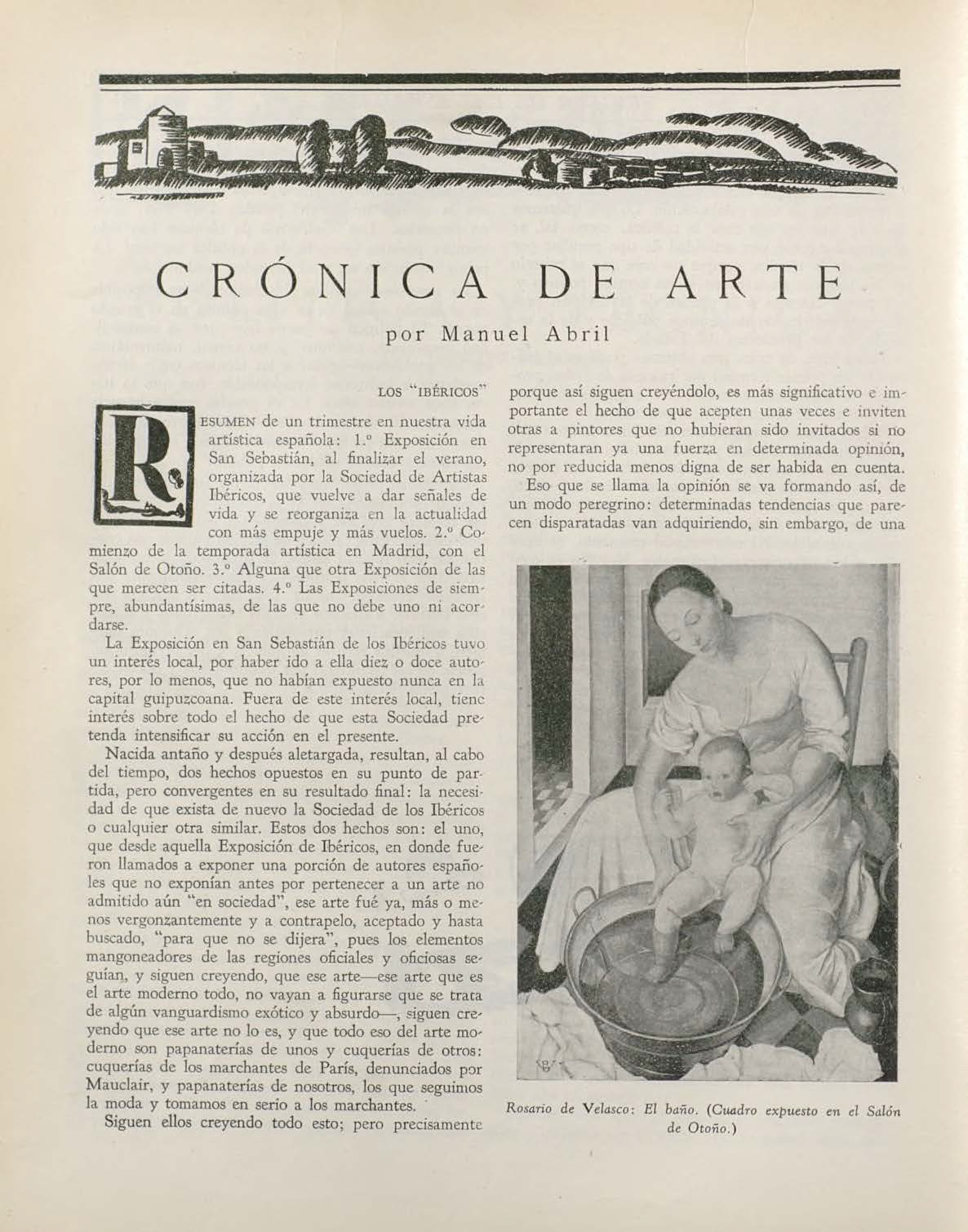
«Crónica de arte» de Manuel Abril publicada en el número 59-60 de la Revista de las Españas (julio-agosto de 1931), con la reseña de las exposiciones de los Ibéricos y el Salón de Otoño, donde destacaba El baño de Rosario Velasco, «que ha comenzado su carrera pública con un cuadro dignísimo y de cualidades y empeño muy poco usuales».

- 1924: Exposición Nacional de Bellas Artes. Madrid (participa con los óleos "Vieja segoviana" y "El chico del cacharro")
- 1931:  I Salón de Dibujantas organizado por el Lyceum Club Femenino, Madrid.
- 1931: XI Salón de Otoño. Madrid (participa con el óleo "El baño").
- 1931:  Exposición colectiva Librería Internacional de Zaragoza (participa con el óleo "El baño").
- 1932: I Exposición de Artistas en Acción,  Marzo. Salón del Heraldo de Madrid.
- 1932: XVII Bienal de Venecia. Obras expuestas, "El baño" y "Virgen". 28 de abril-28 de octubre. 1932
- 1932: Exposición Nacional de Bellas Artes. Madrid. Mayo-Junio. (Participa con los óleos "Niña ciega" y "Adán y Eva".)
- 1932: Exposición de la Sociedad de Artistas Ibéricos. Pintura Novecentista en Valencia Ateneo Mercantil, Valencia. Participa con "El baño", "Madonna", "Autorretrato" y "Juguetes".
- 1932: Exposición de la Sociedad de Artistas Ibéricos. Statens Museum for Kunst (SMK), Copenhague
- 1932: Galerie Flechtheim. Berlín  (Participa con el óleo "Adán y Eva") Diciembre 1932-enero 1933.
- 1934: Exposición Nacional de Bellas Artes. Madrid
- 1934: XVIII Bienal de Venecia. Participa con "Muchacha" (¿Mujer con toalla?) y "Ciega"
- 1935: Exposición colectiva dedicada a jóvenes artistas y poetisas. Participó con la obra "el Baño" de 1931 Librería Internacional. Zaragoza
- 1935: Exposición Nacional de Bellas Artes. Madrid[14]Organizada por la Asociación Española de Pintores y Escultores entre mayo y junio, responsables habituales del Salón de Otoño. Participa con las obras "Pensativa" y "Gitanos".
- 1935: Museos Carnegie de Pittsburgh. Pittsburg, Pensilvania (EE. UU.)  17 de octubre a 8 de diciembre. Participa con la obra "Gitanos".
- 1936: L'art espagnol contemporain : (peinture et sculpture) : Musée des écoles étrangères contemporaines, Galerie nationale du Jeu de Paume, 12 février-mars 1936. París[15]Participa con las obras: "Ensueño", "Carnaval", "Madre e hijo" ¿Maternidad?, "Amazona de circo" y dos dibujos.
- 1936: Exposición Nacional de Bellas Artes. Madrid. Organizada por la Asociación Española de Pintores y Escultores . Desde el 4 de julio. Participa con  "La matanza de los inocentes".
- 1936: XIX Bienal de Venecia. Participa con "Circo" y "Maternidad".
- 1939: Exposición Nacional de Pintura y Escultura de Valencia, organizada por la Delegación Provincial de Bellas Artes de la Falange Española. Valencia. Del 18 de julio al 5 de agosto. Participa con las obras: "Mi madre", "Mi padre" y "Niños del pueblo".
- 1939 Exposición Internacional de Arte Sacro, Vitoria. Julio-agosto.
- 1940:Exposición Individual Galerías Augusta, Barcelona. Del 28 de diciembre al 10 de enero de 1941.[16]
- 1940: XX Bienal de Venecia.
- 1941: Exposición Individual. Galerías de Arte. Barcelona. Del 1 al 15 de octubre.
- 1941: Exposición Nacional de Bellas Artes. Madrid
- 1942: Bienal de Venecia. Obra expuesta, Adán y Eva.[17]
- 1942: Exposición de Mujeres Artistas. Círculo Cultural Medina, Madrid
- 1942: Exposición Nacional de Bellas Artes. Junio. Barcelona. (Primavera) Participa con el retrato de Lilí Álvarez y Retrato de la Sra. Gili (Ana María Torra, esposa de Gustavo Gili)
- 1943: Pintura y Escultura Españolas en la Sociedad Nacional de Bellas Artes de Lisboa[18]
- 1943: Exposición Individual. Galería Syra. Passeig de Gràcia 43. Barcelona
- 1943: Exposición de Autorretratos. Madrid (con obras de Esquivel, Ramón Casas, Vila Arrufat, Isabel Regoyos, etc).
- 1944: Exposición Individual. Galería Syra. Passeig de Gràcia 43. Barcelona
- 1944: II Salón de los Once. Galería Biosca. Madrid
- 1944: Exposición Individual. Casa del Libro. Del 24 de enero al 6 de febrero. Ronda de Sant Pere, 3. Barcelona
- 1945: Exposición Individual. Galerías Pictoria. Caspe, 45. Barcelona[19]
- 1946: El Salón Femenino de Bellas Artes. Marzo 1946.  Madrid. Local de la Sociedad Española de Amigos del Arte, Montada por el semanario Tomingo” y patrocinada por la DirecciónGeneral de Bellas Artes.
- 1947: “Exposición de Arte Español Contemporáneo” Museo Nacional de Bellas Artes de Buenos Aires. (Exposición colectiva). Participa con "Adán y Eva"
- 1947: Exposición Individual. Galería Argos. Passeig de Gràcia, 30. Barcelona 26 de abril al 9 de mayo[20]
- 1947 Primera Exposición de Pintoras Europeas contemporáneas, Londres con la participación española de María del Carmen Álvarez de Sotomayor,  Mariana López Cancio, Marjorie de Pastor, Carmen R. de Legísima. Marisa Roesset y Rosario de Velasco.
- 1950: Exposición de Arte Español. El Cairo (Egipto)
- 1951: Exposición de Arte Español Contemporáneo. Buenos Aires (Argentina)
- 1951 Exposición Internacional de Arte Sacro. Roma. (Colectiva). 1950 (ver ref Revista Ventana  1950 pag 62)
- 1951 Exposición "Un decenio de Pintura Moderna" (colectiva). Partipa con la obra "La muchacha del balcón al mar".
- 1952: I Bienal Hispanoamericana de Arte: Exposición Antológica Museo de Arte Moderno: Barcelona
- 1953: Exposición Individual. Galerías San Jorge (Passeig de Grácia 63, Barcelona) Del 16 al 29 de mayo
- 1954: Exposición Nacional de Bellas Artes. Obra expuesta: "Chico con Perro". Palacio Velázquez, Madrid[21]
- 1955: Exposición Individual. Sala Gaspar, Consell de Cent, 323. Barcelona. Del 15 al 28 de enero
- 1955: III Bienal Hispanoamericana de Arte. Palacio Municipal de Exposiciones de Barcelona. Del 4/09/1955–6/01/1956[22]
- 1956: Exposición Individual. Galería Toisón. (Arenal 5, Madrid) Desde el 1 de mayo
- 1962: Salón Femenino de Arte Actual. Barcelona
- 1966: Salón de mayo X Edición. Barcelona[23]
- 1968: VII Salón Femenino de Arte Actual. Sala Municipal de Arte (antigua capilla del Hospital de la Santa Cruz) Barcelona[24]
- 1971: Exposición Individual. Galería Biosca. C. Génova, 11. Madrid. Del 11 al 30 de enero
- 1971: Exposición Individual. Galería Syra. Passeig de Gràcia 43. Barcelona. Del 3 al 16 de diciembre.[25]
- 1974: Exposición Individual. Galería Syra. Passeig de Gràcia 43. Barcelona. Del 8 al 21 de marzo[26]
- 1977: Exposición Individual. Sala Parés. C. Petritxol, 8. Barcelona. Del 26 de enero al 14 de febrero
- 1977: Exposición Individual. Galería Syra. Passeig de Gràcia 43. Barcelona
- 1981: Exposición Individual. Cau de la Carreta. Sitges (Barcelona) del 24 de octubre al 12 de noviembre
- 1983: Exposición Individual. Cau de la Carreta. Sitges (Barcelona) del 1 al 31 de octubre
- 1985: Exposición Individual. Cau de la Carreta. Sitges (Barcelona) Del 4 de julio al 20 de agosto
- 1988: Exposición Individual. Cau de la Carreta. Sitges (Barcelona)
- 1989: Exposición Individual. Cau de la Carreta. Sitges (Barcelona) del 4 de marzo al 9 de abril
- 2013: Centre Pompidou. Colectiva "Multiple Modernities 1905-1970" París[27]
- 2019: Dibujantas, pioneras de la ilustración en el Museo ABC, Madrid. Exposición colectiva.[28]
- 2020: Dibujantas. Pioneras de la ilustración. Museo Pablo Gargallo, Zaragoza. Desde el 11 de diciembre de 2019 al 8 de marzo de 2021.[29] Exposición colectiva
- 2024: Exposición Individual. Museo Thyssen-Bornemisza. Rosario de Velasco. Del 18 de junio al 15 de septiembre de 2024.[30]
- 2024-25: Exposición Individual.Museo de Bellas Artes de Valencia. Rosario de Velasco. Del 07.11.2024 al 16.02.2025
- 2025. Exposición individual: "Rosario de Velasco, entre papeles y lienzos".  Museo del Realismo Español Contemporáneo - Murec Almeria. Del 4 de julio al 12 de octubre de 2025.